# Michel-Sidrac Dugué de Boisbriant
Michel-Sidrac Dugué de Boisbriant ou Michel-Sidrac Du Gué de Boisbriant, seigneur de L'Ile Sainte-Thérèse, né le 11 avril 1638 à Puceul et mort le 18 décembre 1688 à Montréal, est un officier de l'armée française, commandant et gouverneur de l'île de Montréal.

## Biographie
Michel-Sidrac Dugué de Boisbriant naît dans la paroisse de Puceul, située dans le diocèse de Nantes, le 11 avril 1638. Il est le fils de Pierre du Gué de La Boulardière, seigneur de Bohalart, et de Perrine de Chambellé,. 
Il est aussi le neveu de Sidrach de Chambellé, seigneur de la Boissière, sieur de L'Aujardière, né le 19 mai 1611 à Héric, maréchal des camps et armées du roi en 1652, gouverneur de Dunkerque, de Béthune en 1674, et de Pierre de Chambellé, seigneur des Ousches en Saint Sébastien et du Chalonge en Héric, né le 19 novembre 1607 à Héric, maréchal de camps aux armées du Roy, gouverneur de la citadelle et de l'île de Ré en 1659, chevalier de l'ordre du roi.
Il s’enrôle dans l'armée et devint commandant de la compagnie de Chambellé, unité d'élite fondée par son oncle Sidrach de Chambellé,  que le roi Louis XIV envoie en renfort,  en Nouvelle-France. Il débarque à Québec en 1665, il est en poste à Montréal dès l'année suivante comme capitaine dans le régiment de Carignan-Salières, auquel est intégré la Compagnie de Chambellé.
En 1667, il épouse Marie Moyen née en 1647 à Saint-Nicolas des Champs à Paris. Les époux ont dix enfants, dont Pierre Dugué de Boisbriant et Marie-Thérèse Dugué de Boisbriand.
En 1670, il est nommé commandant et gouverneur de l'île de Montréal.
En janvier 1672, les frères sulpiciens lui concèdent des terres plus tard désignées sous le nom de seigneurie de Senneville, à l’extrémité ouest de l’île de Montréal. En 1679, il les vend à Charles Le Moyne et à son beau-frère Jacques Le Ber.
En 1673, Dugué prend part, à titre de capitaine, à l’expédition de Louis de Buade de Frontenac au lac Ontario. 
En 1683, Louis XIV concède à l’officier Michel Sidrac Du Gué de Boisbriant des terrains situés au nord de la rivière des Mille-Îles.
Sa femme meurt à l’île Sainte-Thérèse le 24 octobre 1687. Dugué décède à son tour le 18 décembre 1688 à Montréal.

## Hommages
Une rue a été nommée en son honneur dans l'ancienne ville de Sainte-Foy, vers 1965, maintenant présente dans la ville de Québec. Il y en a une dans la ville de Boisbriand.